# Santa Maria (Davao occidental)
Pour les articles homonymes, voir Santa Maria.
Santa Maria est une municipalité de la province du Davao occidental, aux Philippines.